# Gandhi (Familienname)
Gandhi ist ein indischer Familienname.

## Herkunft und Bedeutung
Die Bedeutung auf Hindi und Sanskrit ist „Gemüsehändler“. Internationale Bekanntheit erlangte der Name durch Mohandas Karamchand Gandhi (Mahatma Gandhi) (1869–1948), den indischen Menschenrechts- und Unabhängigkeitskämpfer.

## Bekannte Namensträger und Familie von Gandhi
- Feroze Gandhi (1912–1960), indischer Politiker und Journalist
- Indira Gandhi (1917–1984), indische Premierministerin
  - Sanjay Gandhi (1946–1980), indischer Politiker
  - Maneka Gandhi (* 1956), indische Politikerin
    - Varun Gandhi (* 1980), indischer Politiker

  - Rajiv Gandhi (1944–1991), indischer Premierminister
  - Sonia Gandhi (* 1946), indische Politikerin
    - Priyanka Gandhi (* 1972), indische Politikerin
    - Rahul Gandhi (* 1970), indischer Politiker
- Mohandas Karamchand Gandhi (Mahatma Gandhi) (1869–1948), indischer Menschenrechts- und Unabhängigkeitskämpfer
- Kasturba Gandhi (1869–1944), Menschenrechtlerin, Widerstandskämpferin
  - Devdas Gandhi (1900–1957), indischer Unabhängigkeitskämpfer, Journalist und Herausgeber der Hindustan Times
    - Rajmohan Gandhi (* 1935), indischer Autor und Wissenschaftler
    - Ramchandra Gandhi (1937–2007), indischer Philosoph und Autor
    - Gopalkrishna Gandhi (* 1945), indischer Diplomat, Autor und Politiker (Gouverneur von Westbengalen und Bihar)
      - Leela Gandhi (* 1966), indische Philosophin und Autorin

  - Harilal Gandhi (1888–1948)
  - Manilal Gandhi (1892–1956)
    - Sita Gandhi (* 1928)
    - Arun Gandhi (* 1934)
    - Ela Gandhi (* 1940)

  - Ramdas Gandhi (1897–1969)
- Naval Gandhi (1897–?), indischer Filmregisseur

## Weitere Namensträger
- James Gandhi (* 1993), britischer Schauspieler, Drehbuchautor und Filmproduzent

## Sonstiges
- Gandhi (Film) ist der Titel eines Films über Mahatma Gandhi.